# Ungvári járás (1946–2020)
Az ungvári járás (ukránul: Ужгородський район, Uzshorodszkij rajon) egykori közigazgatási egység Ukrajna Kárpátontúli területén 1946–2020 között. Kárpátalja nyugati sarkában található, északkeletről a Perecsenyi, délkeletről a Munkácsi és délről a Beregszászi járással, délnyugatról Magyarországgal, nyugatról és északnyugatról Szlovákiával határos. Központja Ungvár volt, amely egyben Kárpátalja közigazgatási központja is, és járási jogú városként nem tartozott hozzá. 
1953-ban szervezték meg, de már része volt a történelmi Magyarország közigazgatási beosztásának is Ung vármegye egyik járásaként.
A 2020. júliusi ukrajnai közigazgatási reform során kibővítették, így jött létre az új Ungvári járás.

## Földrajzi fekvése
Területe 890 km². A járás lakóinak csekély része városlakó, mivel Szerednye az egyetlen városi jellegű települése.
Az ungvári járás – természeti környezetét és történelmi-kulturális múltját tekintve is különleges a térségben. A járás nagy része a Kárpátaljai-alföldön helyezkedik el. Északon a Vihorlát-Gutini hegyvonulat és annak előhegyei övezik. Legmagasabb pontja a Dunavka-csúcs, amely 1018 m magas. Az Ungvári járás felszínformálására nagy hatással voltak az itt található folyók: a Tisza, az Ung és a Latorca folyók. Az alföldi részen számos csatorna és víztározó is található.

## Története

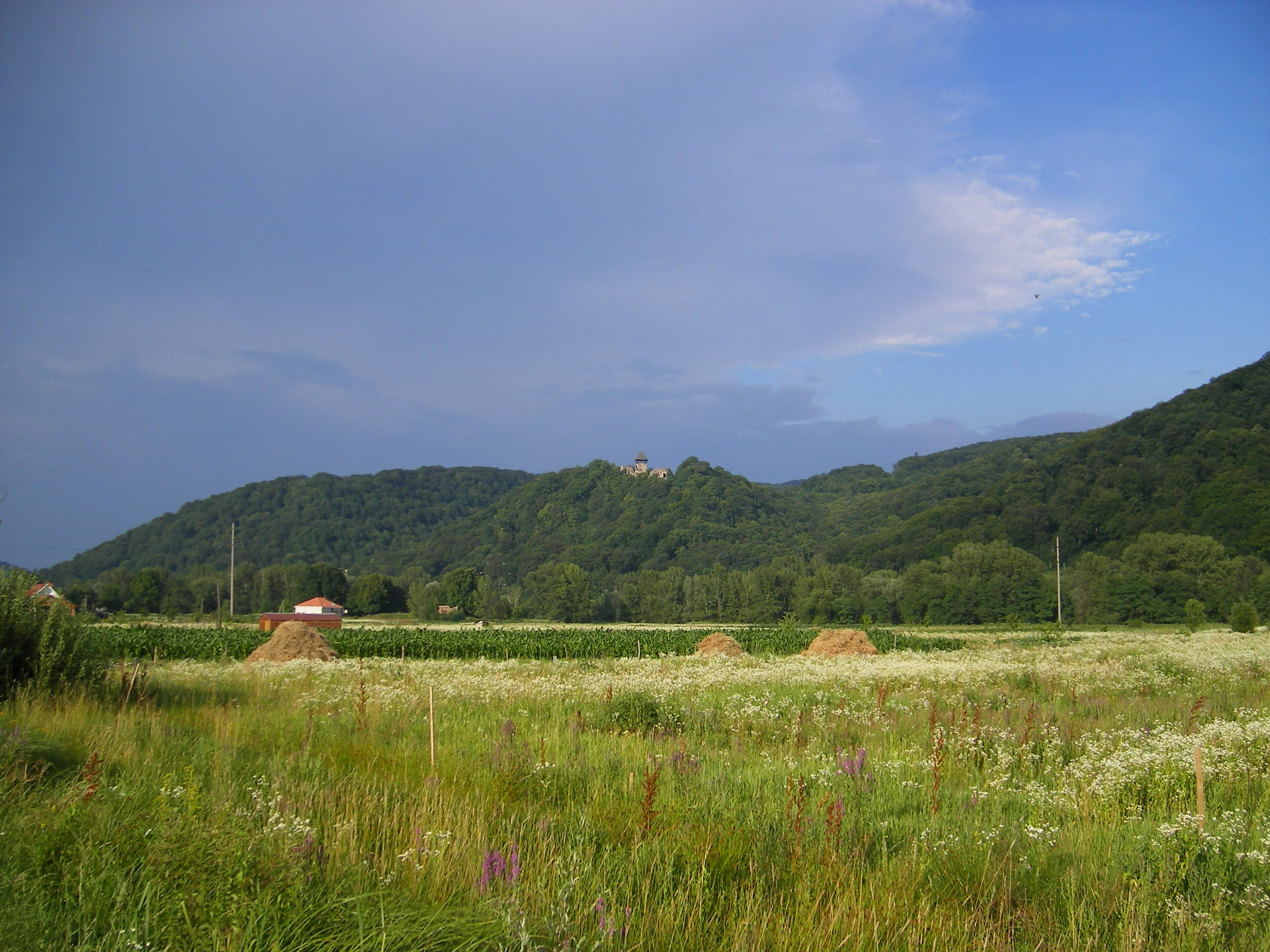
A nevickei vár az Ung völgyében

Az Ungvári járást jelenlegi formájában 1953-ban szervezték meg, de már része volt a történelmi Magyarország közigazgatási beosztásának is Ung vármegye egyik járásaként. A két világháború közötti időszakban Csehszlovákiában is tovább létezett, majd 1938 és 1944 között ismét Magyarországhoz, Ung vármegyéhez tartozott. (Északkeleti része 1939–44 között az Ungi közigazgatási kirendeltséghez tartozott Ungvidéki járás néven, melynek szintén Ungvár volt a székhelye.) Tulajdonképpen csak az 1940-es évek végétől 1953-ig szűnt meg átmenetileg, amikor a Szovjetunióban nagy méretű járásokat hoztak létre.
Ungvár környéke a középső paleolitikum óta folyamatosan lakott. A 7 – 9. században a környék a szlávok egyik fontos központja az ekkor épült ungvári várral együtt.
895-ben a mai Ungvári járás területe a magyar szállásterület része lett. Az államalapítás idején a terület Ung vármegye része lett, amely egyike volt az I. Szent István által létrehozott közigazgatási rendszernek. 1313 óta nemesi vármegye, amely a 14. század elején Aba Amadé és fiai örökbirtoka volt. I. Károly 1317-ben foglalta vissza. A három részre szakadt ország idején rövid megszakítással a Királyi Magyarország területéhez tartozott.
A későbbiekben a térség kisebb-nagyobb megszakításokkal egészen a Rákóczi-szabadságharcig Magyarország egyik virágzó vidéke, ám ezt követően Magyarország periférikus területévé vált.
A vidék lakossága aktívan részt vett minden nagyobb felkelésben és szabadságharcban. Harcoltak a Dózsa György vezette parasztháborúban, az 1697-es tokaji felkelésben, majd az 1703-1711-es Rákóczi-szabadságharcban is. Az 1848–49-es forradalom és szabadságharc idején a járás területén is sorra alakultak a nemzetőr alakulatok.
II. József közigazgatási reformja idején a IV. Munkácsi Kerületbe tartozott. 1851-1860 között a III. Kassai Kerület része volt a terület.
1920 után Csehszlovákia részeként bár Ungváron kisebb fejlődés volt tapasztalható, a járás többi részén változás nem volt.
Ung vármegye déli része az első bécsi döntéssel 1938-tól a Magyar Királyság része lett, viszont Ung megyéhez kerültek délen és nyugaton egykori Zemplén vármegyei területek és Szabolcs vármegye egykori Tisza-jobbparti községei.
A térséget 1944 októberében a Vörös Hadsereg szállta meg. A második világháború után visszaálltak az 1938 előtti országhatárok, 1945-ben azonban Csehszlovákia átadta Kárpátalját a Szovjetuniónak, azon belül Ukrajnának, és Ung megyének csak kisebb, nyugati részét tartotta meg. A Szovjetunió részeként az erőszakos kollektivizálás miatt súlyos károkat szenvedett a mezőgazdaság. Ennek következtében a lakosság nagy része az iparban helyezkedett el.
Ukrajna 1991-es függetlenedése és a piacgazdaság kialakulásakor a mezőgazdasági szektor kis aránya kedvező volt a magas színvonalú földművelés kialakulásához. S így a súlyos ipari recesszió mellett volt esély a környék 20. század végi fejlődésére, amely azóta az iparba is begyűrűzött.

## Gazdasági élete
Az Ungvári járás Kárpátalja leggazdagabb térsége. Az ipar legjelentősebb ágazatai a térségben a ruha-, az élelmiszer- és az építőipar, illetve a homokbányászat. A mezőgazdaság egész Ukrajnában itt a legfejlettebb. Kárpátalja szolgáltatása is lényegében erre a járásra összpontosul, a közlekedésben a vasúti, közúti és légi közlekedés csomópontjai itt találhatók. A térségbe érkezik a legtöbb külföldi befektetés is, elsősorban Magyarországról és Szlovákiából.

## Népessége
A 2001-es népszámlálás idején a járás lakossága 74  399 fő volt. A járás lakossága nemzetiségi megoszlása szerint a következőképpen alakult: ukrán 43 489 fő (58,4%), magyar 24 822 fő (33,4%), orosz 1485 fő (2%), szlovák 1191 fő (1,6%), cigány 3022 fő (4,1%), egyéb (román, német, belorusz) 142 fő (0,1%).
A magyarság egy nagyobb tömbben él a járás déli területén. A magyar-ukrán nyelvhatár az Ungvári járásban északnyugaton az ukrán-szlovák államhatárnál kezdődik az Ungvártól délre fekvő települések által alkotott vegyesen lakott sávval. A sávot Botfalva, Ungtarnóc, Sislóc, Koncháza, Homok, Ketergény, Minaj és Kincses alkotja. Rát és Kereknye között a nyelvhatár vonallá zsugorodik, majd a vegyes lakosságú Császlócon halad keresztül. Elhagyva a magyar nyelvterület peremét alkotó Nagygejőcöt, a nyelvhatár vonala a Latorca mentén húzódik Kisdobrony és Nagydobrony irányában.
A magyar nyelvterületen kívül találunk néhány jelentős részben magyarok lakta nyelvszigetet. Az Ungvári járásban ilyen Korláthelmec. Ungváron pedig a magyarság, aránya alapján, szórványnak tekinthető.
A járásban 33 magyarlakta település található. Ezek közül majdnem tisztán magyarlakta település Eszeny, Kisdobrony, Kisgejőc, Kisszelmenc, Nagydobrony, Szalóka, Tiszaásvány, Tiszaújfalu. Magyar többségű település Bátfa, Botfalva, Gálocs, Kistéglás, Nagygejőc, Palágykomoróc, Palló, Rát, Sislóc, Szürte, Tiszaágtelek, Tiszasalamon. Közel fele részben magyar lakta település Császlóc, Kincseshomok, Koncháza, Korláthelmec, Ungtarnóc. Szórványmagyar település Baranya, Csarondahát, Kereknye, Ketergény, Minaj, Kincses, Őrdarma.
A mai Kárpátalja területén élő nemzetiségek különböző időszakokban települtek be a magyar lakosság mellé.
A ruszinok vagy más néven rutének a 13-15. század folyamán vándoroltak be a mai Kárpátaljára. A szovjet korszak óta a ruszinokat a hivatalos statisztikák ukránoknak tekintik.
Kárpátalja területén a nemzetiségi viszonyok 1920 után változtak meg gyökeresen, mivel a terület csehszlovák fennhatóság alá került. Így az Ungvári járás területén – akárcsak Kárpátalja más vidékén – nagyarányú betelepítéseket hajtottak végre a cseh hatóságok. Ennek során a színmagyar lakosságú területekre ruszinok, cseh és szlovák nemzetiségű családokat telepítettek be. Az Ungvári járás déli részén ennek során több új települést hoztak létre: Sztrázs kolónia (Tiszasalamon), Csarondahát, Kiseszeny (Petrivka). Az elszlávosítási politika következtében az Ungvári járás területén 1921 és 1930 között Baranya, Kereknye, Őrdarma, Radvánc, Ungdaróc, Unghosszúmező, Ungvár vesztette el végérvényesen magyar többségű jellegét. 1941-1989 között pedig Csap, Kincseshomok, Minaj, Ketergény, Korláthelmec és Ungtarnóc veszíti el a magyar többségű jellegét.
A következő nagyarányú fordulat a lakosság nemzetiségi összetételében 1945 után történt. Kárpátalja területén a második világháború után jelennek meg az oroszok. Az oroszok egy jelentős része a kommunista párt megbízásából érkezett a helyi pártszervezet és államhatalom kiépítése céljából. Sokuk a közigazgatásban helyezkedett el, vagy az újonnan létesített ipari üzemek vezetője lett. Az ukránok nagy számban a második világháború után költöztek be Kárpátaljára, így az Ungvári járás területére is.
Kárpátalja talán egyetlen vidéke, ahol az életkörülmények nem súrolják a szegénységi küszöb értékét. Mindamellett összehasonlítva a szomszédos magyar és szlovák térségekkel jókora elmaradásban található ez a rendkívül dinamikus fejlődésben lévő környék.

## Települései
(Zárójelben az ukrán név szerepel.)

### Járási jogú városok
- Ungvár (Ужгород), Kárpátalja és a járás közigazgatási székhelye nem tartozik a járáshoz. 1945 óta magába olvasztotta Radvánc, Gerény, Domonya és Daróc településeket.
- Csap (Чоп) az Ungvári járáshoz tartozott 2003-ig, amikor járási jogú várossá alakult.

### Városi jellegű település
- Szerednye (Середнє)

### Községek

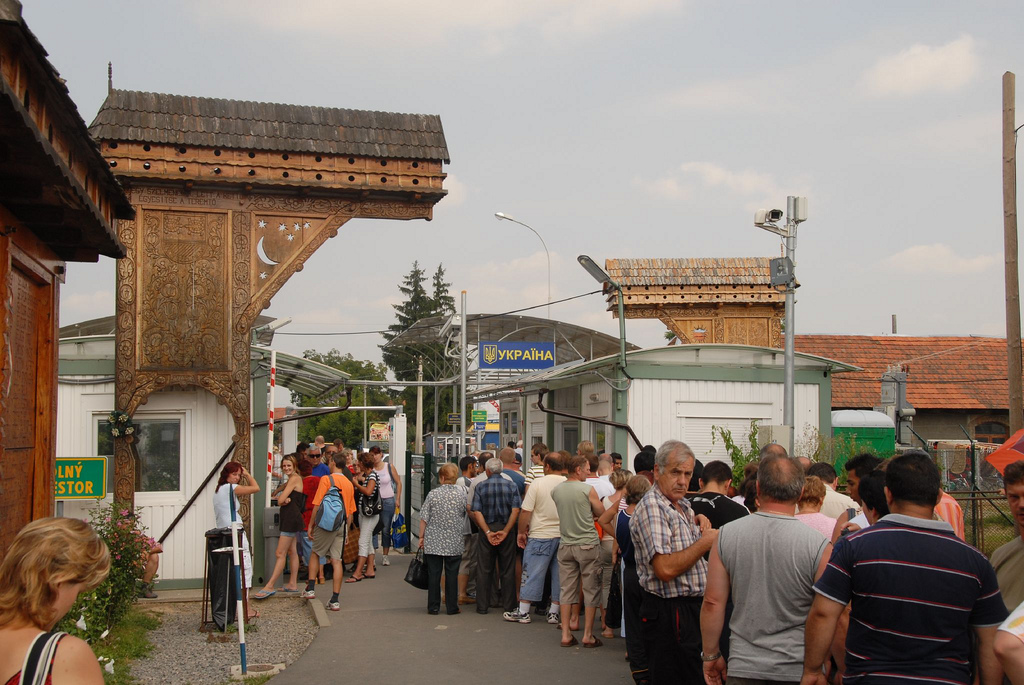
Az ukrán-szlovák határállomás Kisszelmencnél 2008-ban

| - Alsószlatina (Нижнє Солотвино) - Andrásháza (Андріївка) - Antalóc (Анталовці) - Árok (Ярок) - Bacsó (Чабанівка) - Baranya (Баранинці) - Bátfa (Батфа) - Börvinges (Барвінок) - Botfalva (Ботфалва) - Cigányos (Циганівці) - Csarondahát (Червоне) - Császlóc (Часлівці) - Dimicső (Демечі) - Eszeny (Есень) - Felsődomonya (Оноківці) - Felsőszlatina (Верхня Солотвина) - Gálocs (Галоч) - Hegyfark (Підгорб) - Horlyó (Худльово) - Kereknye (Коритняни) - Ketergény (Розівка) - Kincses (Кінчеш) | - Kincseshomok (Холмок) - Kisdobrony (Мала Добронь) - Kiseszeny (Петрівка) - Kisgejőc (Малі Геївці) - Kisszelmenc (Малі Селменці) - Kistéglás (Тийглаш) - Köblér (Кибляри) - Koncháza (Концово) - Korláthelmec (Холмець) - Lehóc (Ляхівці) - Mélyút (Глибоке) - Minaj (Минай) - Nagydobrony (Велика Добронь) - Nagygajdos (Гайдош) - Nagygejőc (Великі Геївці) - Nagyláz (Великі Лази) - Nevicke (Невицьке) - Ókemence (Кам'яниця) - Őrdarma (Сторожниця) - Oroszgejőc (Руські Геївці) - Oroszkomoróc (Руські Комарівці) | - Palágykomoróc (Паладь-Комарівці) - Palló (Палло) - Patakos (Пацканьово) - Rahonca (Оріховиця) - Rát (Ратівці) - Sislóc (Шишлівці) - Szalóka (Соловка) - Sztrippa (Стрипа) - Szürte (Сюрте) - Tiszaágtelek (Тисаагтелек) - Tiszaásvány (Тисаашвань) - Tiszasalamon (Соломоново) - Tiszaújfalu (Тисауйфалу) - Ungcsertész (Чертеж) - Unggesztenyés (Лінці) - Unghosszúmező (Довге Поле) - Unghuta (Гута) - Ungordas (Вовкове) - Ungsasfalva (Ірлява) - Ungtarnóc (Тарнівці) - Ungtölgyes (Дубрівка) |